# Delmenhorster BV
Der Delmenhorster BV (offiziell: Delmenhorster Ballspielverein von 1912 e.V.) ist ein Sportverein aus Delmenhorst. Die erste Fußballmannschaft gehörte in der Saison 1947/48 der damals zweitklassigen Amateurliga Bremen an.

## Geschichte
Ende 1911 begannen einige Mitarbeiter der Norddeutschen Wollkämmerei & Kammgarnspinnerei, sich regelmäßig zum Fußball spielen zu treffen. Am 1. Mai 1912 entstand daraus der Delmenhorster BV. Im Jahre 1924 stieg der DBV in die Kreisklasse auf und wurden vier Jahre später Meister. Durch einen 2:1-Sieg über den Lokalrivalen FC Roland schaffte der DBV den Aufstieg in die höchste Spielklasse. Dort konnte der DBV jedoch nicht antreten. Wegen der Fußball-Revolution wurde die Spielzeit 1928/29 abgesagt und als der Spielbetrieb ein Jahr später wieder aufgenommen wurde, musste der DBV in der Zweitklassigkeit weiter spielen. 
Im Jahre 1947 gehörte der DBV zu den Gründungsmitgliedern der Amateurliga Bremen, stieg allerdings als Vorletzter wieder ab. Kurz darauf wechselte der Verein in den Spielbetrieb des Niedersächsischen Fußballverbandes. Im Jahre 1950 wurden die Delmenhorster Vizemeister der drittklassigen Amateurliga 2, wo der Verein häufig die Staffel wechseln musste. 1960 stieg der DBV aus der Amateurliga ab, nachdem das Entscheidungsspiel gegen die SG Diepholz mit 0:4 verloren wurde. Dreizehn Jahre später stieg der Verein auch aus der Bezirksklasse ab und landete 1983 in der Kreisklasse. 2014 stieg der DBV in die 3. Kreisklasse ab und schaffte 2018 nach zwei Aufstiegen in Folge den Sprung in die 1. Kreisklasse.
Neben Fußball bietet der Verein noch die Sparten Turnen und Dart Kicker an.